# Tamer Seyam
Tamer Seyam (arab. تامر صيام; ur. 25 listopada 1992 w Jerozolimie) – palestyński piłkarz grający na pozycji napastnika. Od 2018 zawodnikiem klubu Hassania Agadir.

## Kariera piłkarska
Swoją karierę piłkarską Seyam rozpoczął w klubie Jabal Al-Mukaber Club, w którym zadebiutował w West Bank Premier League. W 2014 roku przeszedł do Shabab Al-Khalil SC. W sezonie 2015/2016 wywalczył z nim mistrzostwo West Bank Premier League. W 2016 odszedł do Hilal Al-Quds Club. W sezonach 2016/2017 i 2017/2018 został z nim mistrzem West Bank Premier League. W 2018 przeszedł do marokańskiego klubu Hassania Agadir.

## Kariera reprezentacyjna
W reprezentacji Palestyny Seyam zadebiutował 19 maja 2014 w wygranym 1:0 meczu eliminacji do Pucharu Azji 2015 z Kirgistanem. W 2019 roku został powołany do kadry na Puchar Azji 2019.